# Kingfisher (häst)
Kingfisher, född 1867, död 1890, var ett engelskt fullblod, mest känd för att ha segrat i 1870 års upplaga av Belmont Stakes.

## Bakgrund
Kingfisher var en brun hingst efter Lexington och under Eltham Lass (efter Kingston). Han föddes upp av Robert A. Alexander på Woodburn Stud och ägdes av Daniel Swigert och senare August Belmont.
Kingfisher sprang in 26750 dollar på 13 starter, varav 7 segrar. Han tog karriärens största seger i Belmont Stakes (1870). Han segrade även i Annual Stakes (1870), Champion Stakes (1870) och Travers Stakes (1870).

## Karriär
År 1868 auktionerades Kingfisher ut på 1868 års Woodburn Stud Sale. Han köptes för 490 dollar av Woodburns tidigare manager, Daniel Swigert, som anlitade galopptränaren Raleigh Colston Sr. År 1870 vann den treårige Kingfisher Belmont Stakes på New Yorks Jerome Park Racetrack, där han reds av Edward D. Brown. Förutom Belmont vann Kingfisher 1870 Travers Stakes, Champion Stakes och Annual Stakes. Daniel Swigert sålde sedan Kingfisher till August Belmont för 15 000 dollar.
Kingfisher tävlade för August Belmont 1871 men skadades i Saratoga Cup och kunde inte tävla mer förrän året därpå, då han hade mindre framgångar.

### Som avelshingst
Efter att Kingfisher avslutat sin tävlingskarriär var han aktiv som avelshinst, och blev far till 7 stakesvinnare.
Kingfisher dog den 30 juni 1890 i Kentucky.